# Hans Tilkowski
Hans "Til" Tilkowski, född 12 juli 1935 i Husen i Dortmund, död 5 januari 2020, var en tysk fotbollsmålvakt och fotbollstränare. Han var Västtysklands förstamålvakt under VM i England 1966.
Tilkowski var under flera år etta i det tyska målet och var framgångsrik i klubblaget Borussia Dortmund med bland annat seger i Cupvinnarcupen. 1962 fick Tilkowski överraskande stå tillbaka för Wolfgang Fahrian under VM i Chile. 1967 spelade Tilkowski sin sista landskamp. Efter den aktiva karriären har Tilkowski även verkat som tränare.

## Meriter
- 39 A-landskamper för Västtyskland
- VM i fotboll: 1966
  - VM-silver 1966
- Cupvinnarcupen: 1966
- Årets tyska spelare 1965

## Klubbar
- VfL Husen 19
- SuS Kaiserau
- Westfalia Herne
- Borussia Dortmund
- Eintracht Frankfurt